# Gazette des beaux-arts
Gazette des beaux-arts (pełny tytuł: Gazette des beaux-arts: courrier européen de l’art et de la curiosité) – francuskie czasopismo poświęcone historii sztuki, wydawane w latach 1859–2002.
Początkowo wydawane dwa razy w miesiącu (1859–1861), od 1861 było miesięcznikiem (z przerwą w latach 1917–1919, gdy ukazywało się co trzy miesiące).

## Redaktorzy naczelni
- 1859–1863: Édouard Houssaye
- 1863–1872: Émile Galichon
- 1872–1875: Maurice Cottier, Édouard André, Ernest Hoschedé
- 1875–1882: Maurice Cottier, Édouard André
- 1882–1897: Mme Cottier, M., Mme Édouard André; Charles Ephrussi związany od 1885 roku
- 1900–1905: Roger Marx, Charles Ephrussi
- 1905–1928: Théodore Reinach
- 1928–1963: Georges Wildenstein
- 1963–2001: Daniel Wildenstein
- 2001–2002: Guy Wildenstein